# マリー・シャンタル
マリー・シャンタル（Marie Chantal, 1968年9月17日 - ）は、旧ギリシャ王国の王太子パウロスの妻。ギリシャのプリンセスの称号を持つ。絵本作家、イラストレーター、子供服のデザイナーでもある。旧姓名はマリー・シャンタル・クレア・ミラー（Marie Chantal Claire Miller）。

## 略歴
アメリカのDFSグループの創業者で香港の投資会社サーチ・グループ会長である富豪ロバート・W・ミラーの次女。母は、エクアドル人の建設作業員の娘マリア・クララ・ペサンタス。姉のピア（石油王クリストファー・ゲティの先妻）、妹のアレクサンドラ（デザイナーのダイアン・フォン・ファステンバーグの一人息子アレクサンドルの先妻）と合わせて「ミラー三姉妹」として知られる。
ロンドンで生まれ、10歳まで香港で育った。姉妹で5年間スイスのル・ロゼで学んでいる。1982年にパリのインターナショナルスクール、エコール・アクティプ・ビラング（EaB）に転校、さらにニューヨークの女子校マスターズ・スクールに転校した。ニューヨーク大学で芸術史を学んだ（のちにジョージタウン大学で学ぶパウロスを追いかけるために中退し、ジョージタウン大学近くの美術学校へ転校した）。
1992年に父親の取引先の紹介でパウロスと会い、ひと目惚れした。1994年のクリスマスの日、スイスの高級スキーリゾート地、グスタードでプロボーズを受ける（当地にはミラー家の別荘がある）。
ローマンカトリックからギリシャ正教会に改宗するため、正教会のコンスタンディヌーポリ総主教であるヴァルソロメオス1世の祝福を受けにトルコのイスタンブールにふたりで行き改宗した。
1995年7月1日、パウロスとロンドンの聖ソフィア大聖堂で結婚した。結婚式はマリー・シャンタルの父親で世界中のDFS（デューティフリーショップ）のオーナーであるロバート・ミラーのしきりで、1400人の招待客が見守る中、セント・ソフィア・カテドラル教会で行なわれた。この前日には2日間にわたり、ケント州セブンオークで盛大なプレ・パーティが行なわれ、式後にはハンプトン・コート宮殿でミラー夫妻主催のランチバーティが開かれた。ミラーは式とバーティのために800万ドルをかけ、持参金に2億ポンドを持たせたと言われている。
2000年、「Marie Chantal LLC」という子供服のブランドを設立した。アメリカやロンドン、アテネの高級デパートに出店している。
2011年、マリー・シャンタルはアメリカ合衆国の市民権を放棄した。

## 子女
夫との間に4男1女がある。
- マリア＝オリンピア（1996年 - ）
- コンスタンティノス・アレクシオス（1998年 - ）
- アキレアス＝アンドレアス（2000年 - ）
- オディッセアス＝キモン（2004年 - ）
- アリステイデ・スタウロス（2008年 - ）